# Agrotis scotacra
Agrotis scotacra är en fjärilsart som beskrevs av Nikolai Nikolaievich Filipjev 1927. Agrotis scotacra ingår i släktet Agrotis och familjen nattflyn. Inga underarter finns listade i Catalogue of Life.